# Hermandad de la Amargura (Jaén)
La Hermandad del Santo Rosario y Cofradía de Nazarenos de Nuestro Señor de la Pasión Despojado de sus Vestiduras, María Santísima de la Amargura

## Historia
La HeCoronada rmandad se fundó el 16 de abril de 1984, con la intención de dar gloria a Dios en la meditación de los Misterios de su Pasión, Muerte y Resurrección. Sus Sagrados Titulares serían Nuestro Padre Jesús de la Pasión y María Santísima de la Amargura. La Hermandad comenzó sus cultos internos con el rezo del Santo Rosario y la celebración de la Misa de Hermandad cada primer sábado de mes. Para tales cultos se tomó como titular una Dolorosa, propiedad de las Rvdas. MM. Dominicas, que se encontraba en el convento de la citada Orden, y donde se hizo efectiva la fundación y reuniones de la Hermandad.
En 1986 la hermandad se estableció canónicamente en la Iglesia Parroquial de San Miguel, aunque las imágenes se trasladaron a la Capilla del Colegio de la Purísima Concepción de las Carmelitas. El 30 de diciembre de 1989 fue bendecida la imagen de María Santísima de la Amargura, siendo sus padrinos las hermandades de la Expiración y el Perdón. El 7 de febrero de 1997 se trasladó a la Parroquia de El Salvador, trasladándose las imágenes a la primitiva Casa de Hermandad en la Navidad del año 2000, hasta que en febrero lo hacen a la Iglesia de Santa Cruz. Ese mismo año realizó su primera estación de penitencia desde el colegio de Cristo Rey. La hermandad se trasladó al completo a su sede canónica al terminar las obras de construcción del templo en 2004. El 15 de junio de 2013, Año de la Fe, la cofradía participó en la Fides Sancti Regni con Ntro. Padre Jesús de la Pasión Despojado de sus Vestiduras.

## Iconografía
Jesús de Pasión

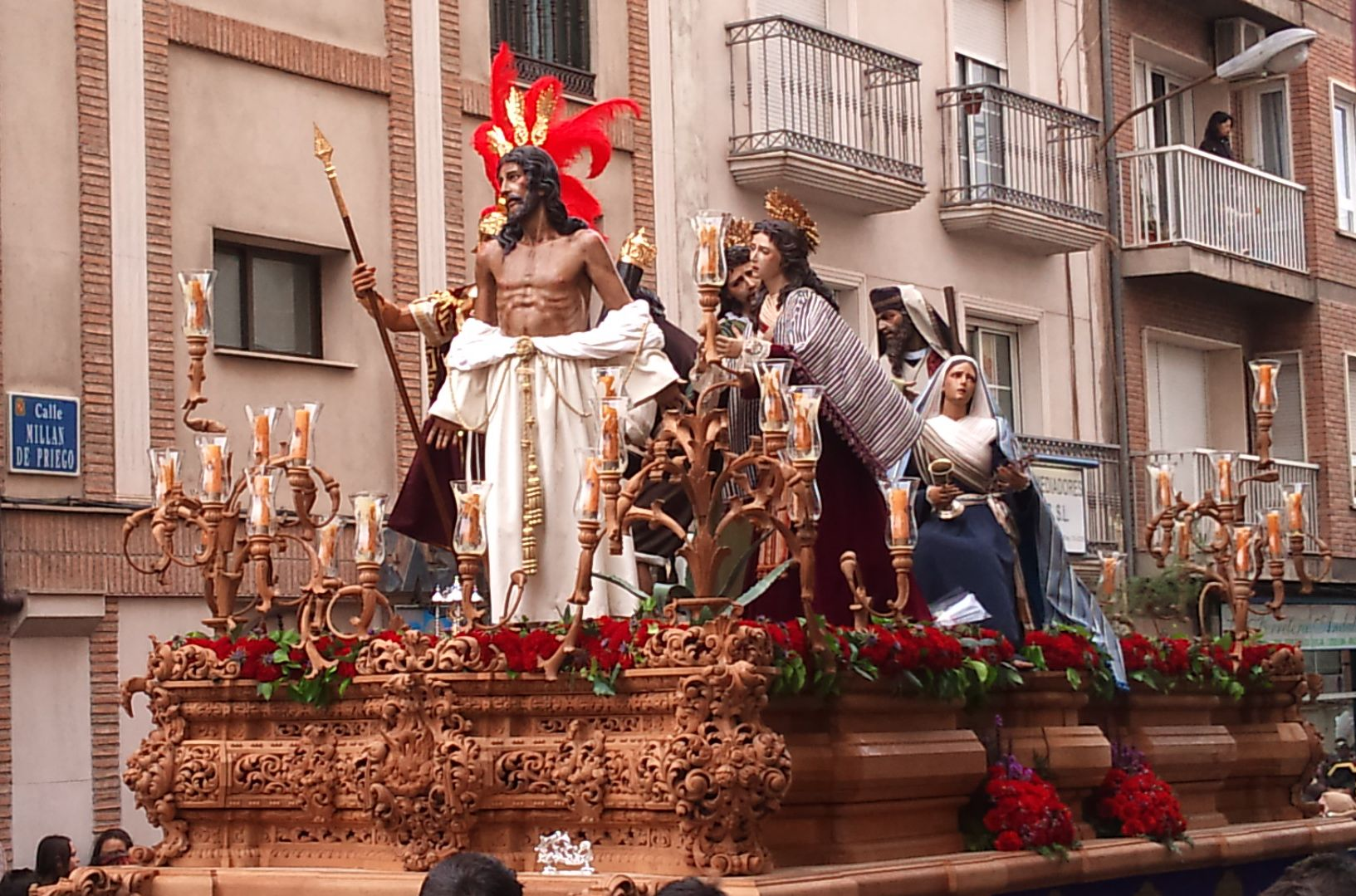
Paso de misterio.

Es obra de Miguel Zúñiga Navarro en 1989. El Señor está acompañado desde que se completó el misterio en 2017 por nueve imágenes. Un sayón que despoja a Cristo de sus vestiduras ante la mirada de un soldado romano, Simón de Cirene que deposita la Cruz en el suelo, un centurión romano de la Legión de Tiberio a caballo que porta el pergamino que ordena la sentencia de crucifixión, un sanedrita y completan la escena san Juan apóstol y las tres Marías: María Magdalena, María Cleofás y María Salomé que ofrecen de beber vino mirrado a Cristo. Las imágenes secundarias son obra del cordobés José Antonio Cabello y del torrecampeño, Antonio Parras Ruiz.
María Santísima de la Amargura
Esta atribuida a José de Mora a finales del siglo XVII. Fue coronada litúrgicamente en 1997, por el canónigo de la Catedral de Jaén, Antonio Ruíz Sánchez. Está en posesión del fajín de gala, bastón de mando y venera de oro de la ciudad, donados por el que fuera alcalde de Jaén Miguel Sánchez de Alcázar Ocaña. Porta la gran cruz de la Orden de San Hermenegildo donada en 2002 por el coronel Francisco Mena Díaz; la Medalla al Mérito en el Trabajo donada por el que fuera teniente de alcalde del Ayuntamiento de Jaén y abogado laboralista, Cristóbal Linares; fajín del General de Brigada Carlos Bejarano Martínez. La gloria del paso de palio es un óleo sobre lienzo de Ricardo Gil Lozano que representa la Anunciación.
Es patrona de la Policía local de Jaén por refrendo del pleno del Ayuntamiento de Jaén y por decreto del obispo Ramón del Hoyo López en 2014. Previamente, en febrero de 2002, fue nombrada protectora de este cuerpo.
San Juan Evangelista
La actual imagen se incluye en el paso de misterio, es obra de José Antonio Cabello Montilla de 2007 que sustituye a una imagen anterior de Jaime Babío Núñez en 1996 que llegó a procesionar junto a la dolorosa.

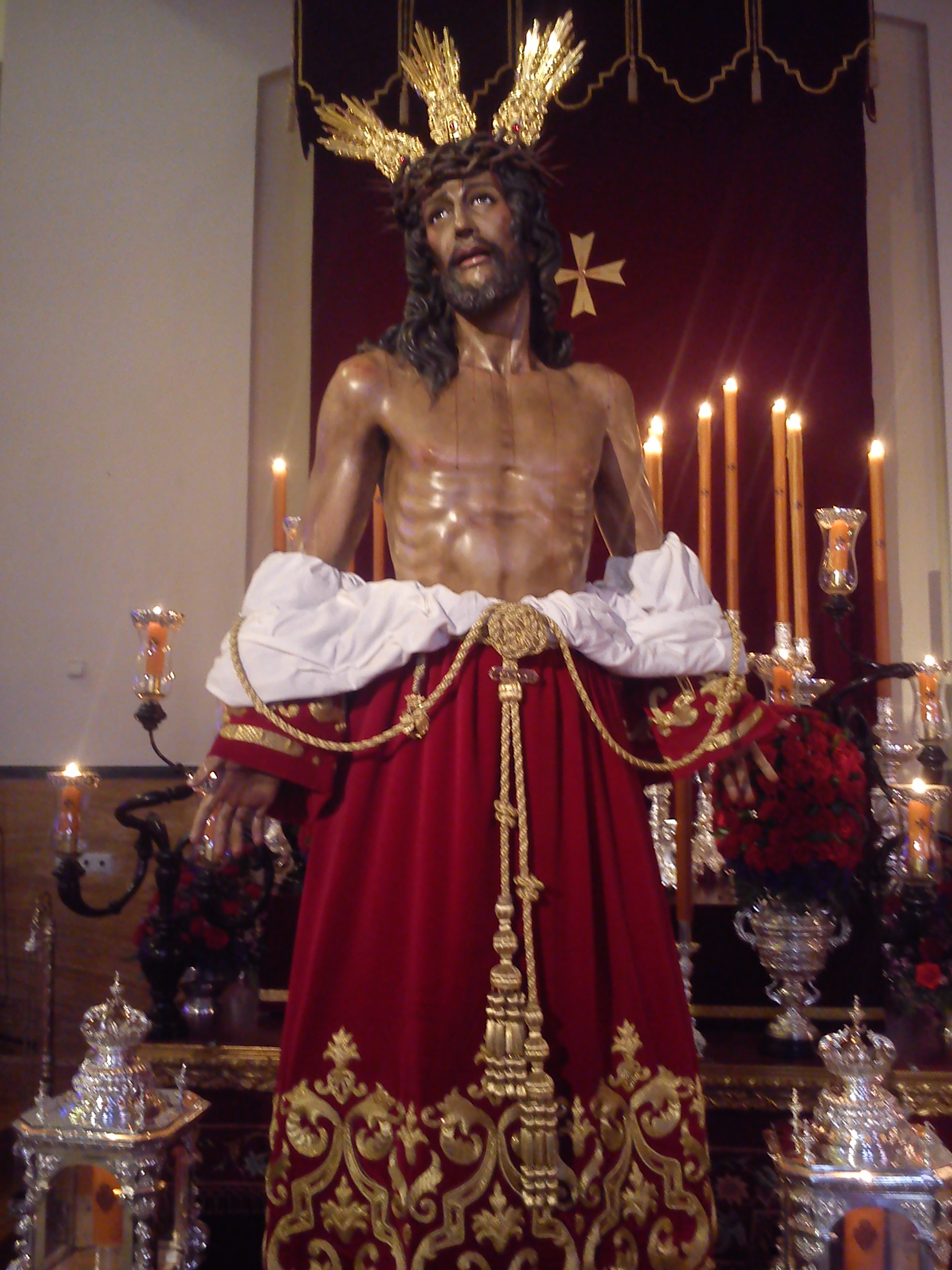
Jesús de la Pasión.

## Traje de estatutos
El traje de estatutos está compuesto por túnica de «cola» color hueso, con escapulario en color cardenal que recuerda la vinculación carmelita. La túnica va ceñida con cíngulo de sisal y sandalias franciscanas. Su creación, supuso sacar a la calle el caperuz de mayor altura de Jaén.

## Bandas
Dos bandas se integran en la Hermandad, la «Agrupación Musical Jesús Despojado» y la «Banda de Música Nuestra Señora de la Amargura”», disponiendo la Hermandad de un amplio y valioso repertorio musical propio siendo la dolorosa de la Amargura la tercera dolorosa con más extenso repertorio de marchas procesionales de Andalucía. 

### Patrimonio musical
- Señor del Salvador.
- Lágrimas de Pasión.
- A Mi Cristo Gitano.
- Y te Despojaron, Señor.
- Rey Moreno de los Cielos.
- Sangre del Rey Gitano.
- Despojando Tu Amargura.
- Aromas de Azahar (Christian Palomino Olias, 2011)[10]
- Amargura (Manuel Marvizón Carvallo, 2017)[11]

## Paso por la carrera oficial
| Predecesor: Hermandad de la Caridad | Orden de entrada en la carrera oficial (Lunes Santo) 2º lugar | Sucesor: Cofradía de los Estudiantes |